# Djævleøen
|  | Denne artikel omhandler øen i Atlanterhavet. Djævleøen anvendes undertiden også spøgende om Sjælland. |
 Ikke at forveksle med Djævleøen (film), Djævleø og Djævleøen (København).
Djævleøen (fransk: Île du Diable) er en lille klippeø i Atlanterhavet, beliggende 13 km fra kysten af Fransk Guyana og byen Kourou. Den er en del af øgruppen Îles du Salut, der også består af øerne Île Royale og Île Saint-Joseph. Djævleøen er svært tilgængelig, og det omgivende hav har kraftige tidevandsstrømme. Øen har et areal på 0,140 km².

## Historie
Djævleøen fungerede indtil 1946 som fangekoloni.
Fangekolonien blev grundlagt af Napoleon III i 1852, og blev en af de mest berømte i historien. Navnet Djævleøen bruges ofte som samlet betegnelse for de fire straffekolonier i området, hvoraf en var placeret i Kourou på fastlandet og to på andre småøer. Cirka 80.000 fanger blev sendt til kolonierne i årene 1852-1946, og mange af dem vendte aldrig tilbage grundet sygdomme. Djævleøen var dog ikke værst, idet epidemier ikke så let nåede øen. Det var de fanger, der udgjorde den største trussel, der kom på Djævleøen – og det kunne være alt fra politiske fanger til mordere. Blandt de kendte fanger var den uskyldigt dømte jødiske officer Alfred Dreyfus og den senere forfatter Henri Charrière. Grundet Dreyfus' skæbne kom der meget opmærksomhed på øen i 1895. Charrière, oftest kendt som "Papillon" ("sommerfugl") havde held med at stikke af og skrev bogen Papillon om sine oplevelser på øen. Bogen er senere filmatiseret med Steve McQueen og Dustin Hoffman i hovedrollerne.
Der har også siddet mindst én dansker i forvaring på Djævleøen; bogen "Helvede hinsides Havet" – En straffefanges optegnelser fra Gyana af Aage Kraup Nielsen (30. august 1933) beskriver i detaljer den uhyrlige dagligdag i kolonien fra en senere hjemvendt, anonym, dansk straffefange nr. 44,792. Udgivet af Gyldendalske Boghandel Nordisk Forlag i 1934.
Rene Belbenoit skrev en anden bog om straffekolonien, "Dry Guillotine", i 1938. Bogen viste fangekoloniens gru og bidrog til at opinionen vendte sig mod denne straffemetode. Samme år sluttede man med at sende fanger til Djævleøen, og der er grund til at tro, at bogen var medvirkende til den beslutning. De fanger, der sad på øen, blev imidlertid siddende indtil 1946 – formentlig på grund af 2. verdenskrig, der gav anledning til langt større bekymringer i Frankrig. De fleste fanger vendte tilbage til Frankrig, men en del blev i Fransk Guyana. Fængslet lukkede endeligt i 1952.
Den Europæiske Rumorganisation opsender satellitter inde fra fastlandet ved Kourou.